# Unternehmensgruppe Eberhardt
Dieser Artikel wurde auf der  Qualitätssicherungsseite des Portals Transport und Verkehr eingetragen.
Bitte hilf mit, ihn zu verbessern, und beteilige dich an der Diskussion. (+)

Logo Eberhardt Reisen

Die Unternehmensgruppe Eberhardt mit Sitz in Engelsbrand und Kesselsdorf bildet einen aus mehreren rechtlich selbständigen, aber durch den Gesellschafterkreis verbundenen Unternehmen bestehenden mittelständischen Firmenverbund im Bereich des Omnibusgewerbes.

## Geschichte

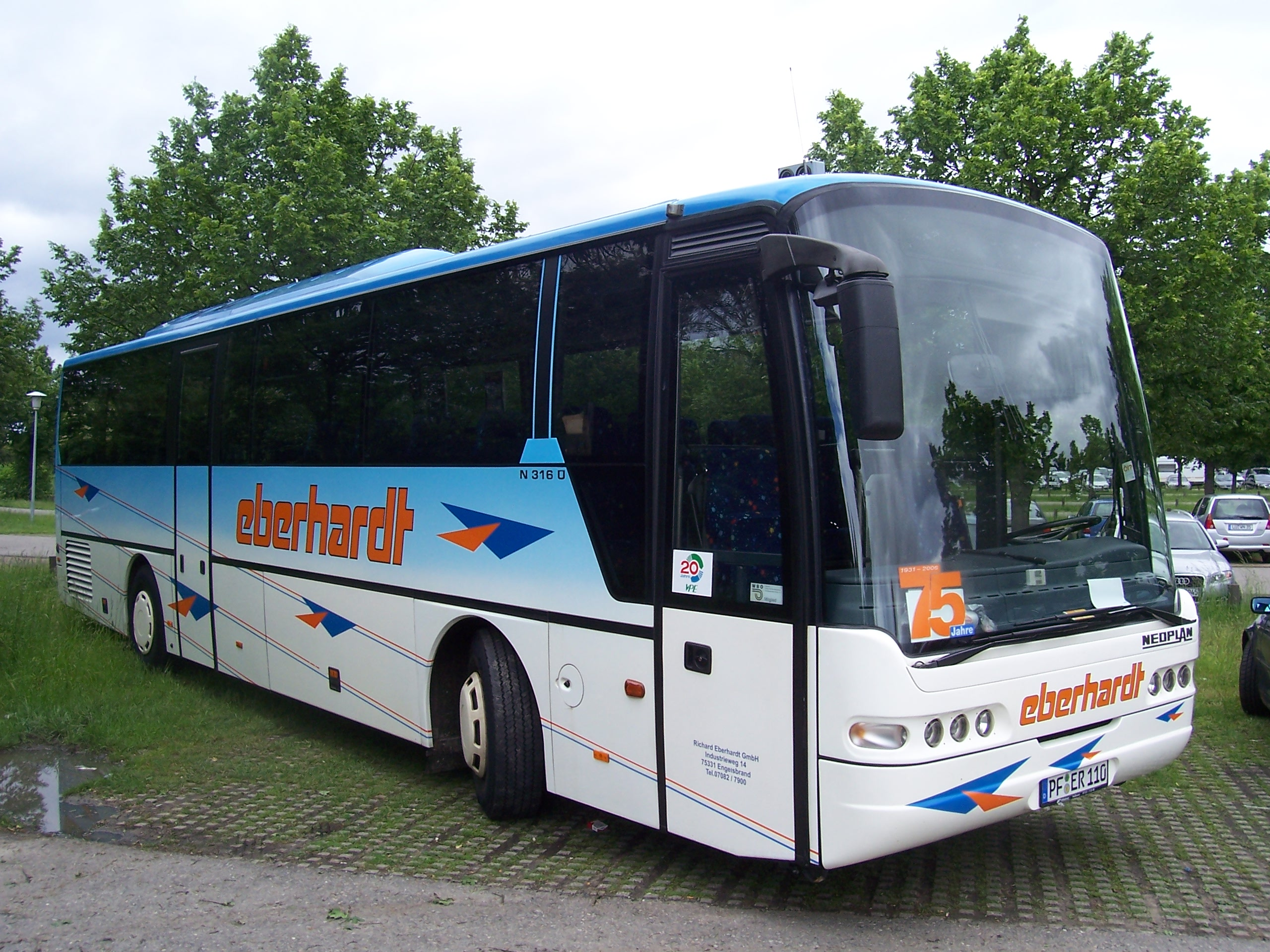
Bus der Richard Eberhardt GmbH, Engelsbrand, im Jahr 2006

Firmenlogo in den 2000er-Jahren

Das Busunternehmen wurde 1931 vom Ehepaar Anna und Richard Eberhardt im Nordschwarzwald gegründet. Anders als damals üblich wurden die Ausflugsfahrten nicht auf Ladepritschen von Lkw durchgeführt. Eberhardt-Reisen hatte zu diesem Zweck von Chevrolet ein Kombifahrzeug, welches eine Mischung aus LKW und Bus darstellte, gekauft. Nach der kriegsbedingten Pause wurde noch 1945 der Linienbetrieb wieder aufgenommen.
Im Jahre 1950 erweiterte sich das Unternehmen erstmals durch die Gründung eines Reisebüros in Pforzheim. Bereits ein Jahr später wurde ein regelmäßiger Pendelverkehr ins Ötztal eingerichtet.
Der Firmengründer zog sich 1975 aus der Geschäftsführung zurück und übergab sie an seine Söhne Herbert und Richard Eberhardt.
Zwei Jahre später übernahm Eberhardt die Firma Graf-Cuno-Reisen. Im Jahre 1985 wurde die erste Zweigniederlassung in Karlsruhe eröffnet und einige Jahre später die Hagro Transbus Reisen GmbH übernommen.
Im Jahre 1990 expandierte Eberhardt-Reisen in die neuen Bundesländer und gründete eine Tochtergesellschaft für den Verkehr nach Belgrad. Ein Jahr später wurde die Firma Emil Frey/Otto Bär in Pforzheim übernommen. Das Unternehmen wurde anschließend 1994 erneut durch einen Zukauf erweitert. Die übernommene Firma Seiz-Reisen GmbH in Vaihingen/Enz wird bis heute als Marke weitergeführt.
Die in Baden-Württemberg bestehenden Reisebüros wurden 2019 mit der in Sachsen ansässigen Eberhardt TRAVEL GmbH verschmolzen, zu der seitdem alle Reisebüros der Firmengruppe gehören.

## Geschäftszweige
Die Unternehmensgruppe bietet heute folgende Leistungen:
- Busnahverkehr sowohl mit eigenen Konzessionen als auch im Auftrag anderer Träger
- Busgelegenheitsverkehr
- Reiseveranstalter mit eigenem Reiseprogramm
- Reisebüro

### Eberhardt-Reisen
Unter Eberhardt-Reisen, firmenrechtlich Richard Eberhardt GmbH, werden die Gelegenheits- und Linienverkehre in Baden-Württemberg durchgeführt. Folgende Linien werden bedient:
| Liniennummer | Verlauf                                                                                    |
| ------------ | ------------------------------------------------------------------------------------------ |
| 103          | Malsch - Völkersbach (- Schöllbronn)                                                       |
| 103s         | Sulzbach/Neumalsch - Malsch - Waldprechtsweier                                             |
| 104          | Ettlingen - Oberweier - Malsch - Waldprechtsweier                                          |
| 104s         | Ettlingen - Bruchhausen - Oberweier - Malsch - Waldprechtsweier                            |
| 105          | Ettlingen West - Wasen - Innenstadt                                                        |
| 110          | Ettlingen - Bruchhausen (- Neumalsch - Malsch - Waldprechtsweier)                          |
| 111          | Malsch Bahnhof - Industriegebiet - Neumalsch                                               |
| 112          | Stadtverkehr Ettlingen                                                                     |
| 114          | Malsch - Waldprechtsweier                                                                  |
| 240s         | Niederbühl – Kuppenheim – Oberndorf – Gaggenau                                             |
| 241          | Rastatt – Niederbühl – Förch – Kuppenheim                                                  |
| 242          | Gernsbach – Reichental – Kaltenbronn                                                       |
| 244          | Baden-Baden – Gernsbach – Loffenau – Bad Herrenalb                                         |
| X44          | Bühl – Baden-Baden – Gernsbach – Loffenau – Bad Herrenalb                                  |
| 247s         | Gernsbach – Lautenbach                                                                     |
| 251          | Gaggenau – Rotenfels – Bischweier – Oberweier – Waldprechtsweier                           |
| 252s         | Bad Rotenfels – Gaggenau – Ottenau – Sulzbach                                              |
| 253          | Gaggenau – Freiolsheim – Moosbronn                                                         |
| 259          | Muggensturm - Rauental/Bischweier - Kuppenheim                                             |
| 503          | Vaihingen/Enz – Enzweihingen – Schwieberdingen – Zuffenhausen – Feuerbach                  |
| 707          | Mühlacker – Mühlhausen – (Zaisersweiher – Schützingen –) Illingen – Vaihingen/Enz – Roßwag |
| 743/744      | Pforzheim – Büchenbronn – Engelsbrand – Schömberg – Bieselsberg                            |

### Eberhardt Travel GmbH
Der Dresdner Unternehmer Uwe Lorenz und Eberhardt-Reisen gründen im Jahr 1990 den Reiseveranstalter Eberhardt Travel GmbH mit Sitz in Kesselsdorf bei Dresden. Dieser übernahm 2019 auch die baden-württembergische Schwesterfirma Reisebüro Eberhardt GmbH mit Reisebüros in Pforzheim und Engelsbrand.

### Satra Eberhardt GmbH

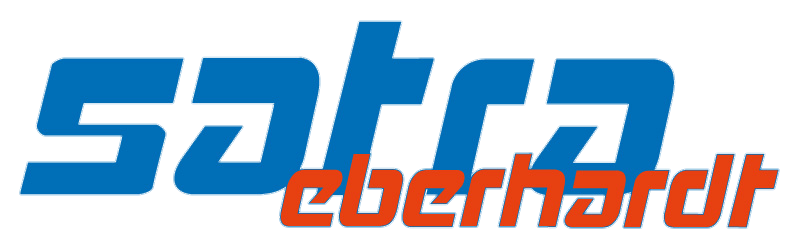
Satra Eberhardt GmbH Logo

Unter der Bezeichnung Satra Eberhardt werden Nahverkehrsdienstleistungen im Raum Dresden erbracht.
Das Anfang der 1990er-Jahre gegründete Unternehmen firmierte bis 2001 als Sachsentransporte Dresden GmbH.

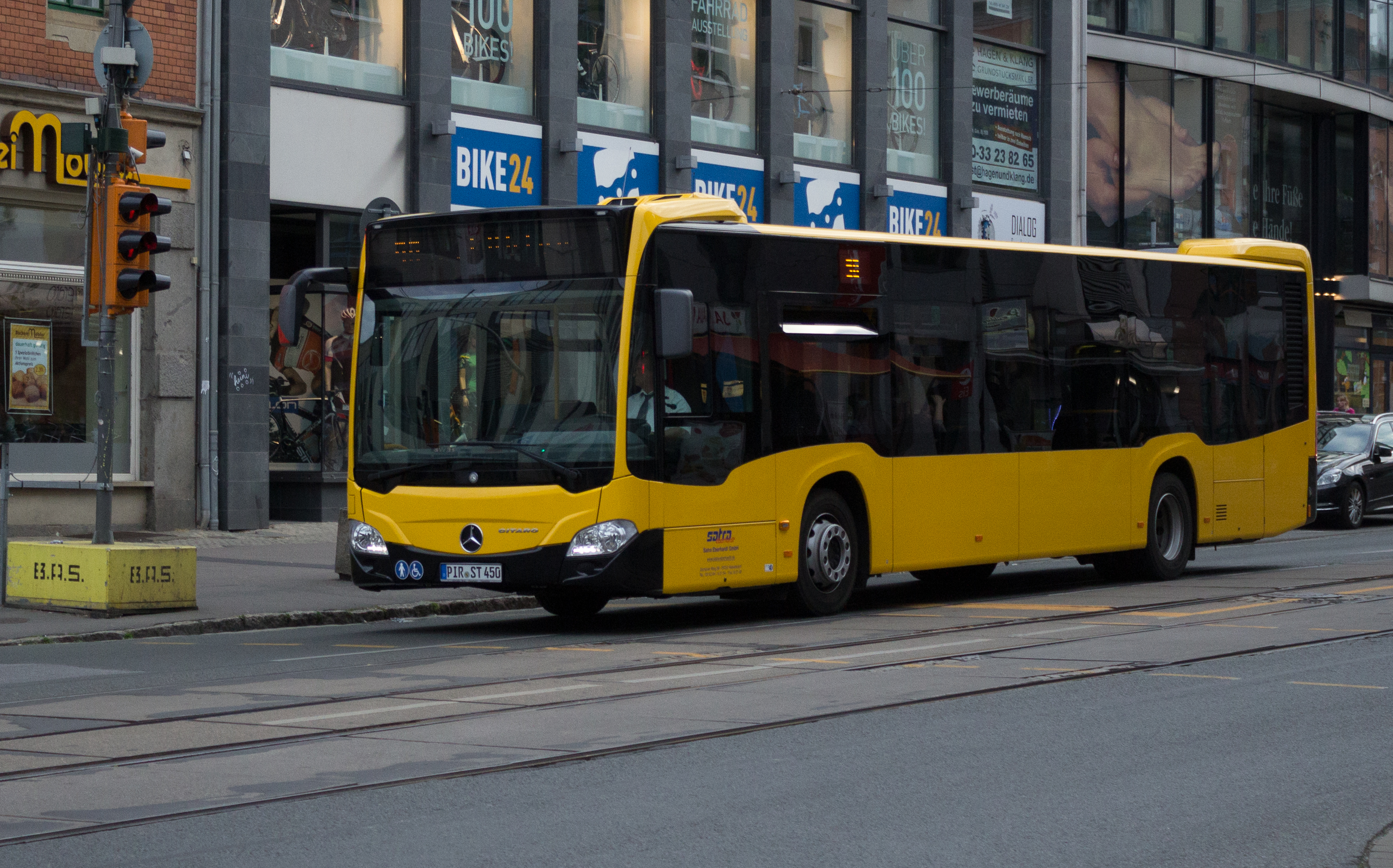
Satra-Eberhardt-Stadtbus auf der Kesselsdorfer Straße in Dresden

Das Unternehmen betreibt mit eigener Konzession die Stadtbuslinien 91 und 93 in Dresden und ist somit in den Verkehrsverbund Oberelbe integriert.
Zudem fährt Satra Eberhardt als Subunternehmer für die Dresdner Verkehrsbetriebe und die Verkehrsgesellschaft Meißen. Dabei werden 560.000 bzw. 580.000 Kilometer im Jahr gefahren.
Eine unternehmenseigene Werkstatt und Tankstelle steht auch Kunden außerhalb der Unternehmensgruppe offen.